# Чоловік і жінка
«Чоловік і жінка» (фр. Un Homme Et Une Femme) — фільм режисера Клода Лелуша 1966 року.

## Сюжет
Жан-Луї — чоловік, професійний автогонщик, дружина якого вбила себе, дізнавшись, що він потрапив в аварію. Анна — вродлива, розумна молода жінка, удовиця. Кожен з них має своє минуле з присмаком суму. Тепер він і вона дуже самотні і живуть у світі спогадів, більше ніж у реальності.
Випадкова зустріч, несподіване сильне почуття змусить їх покинути свій самотній світ…
Український переклад зробили канали 1+1 та Інтер, на яких цей фільм транслювався.

## В ролях
- Анук Еме — Анна Готьє
- Жан-Луї Трентіньян — Жан-Луї Дюрок
- П'єр Бару — П'єр Готьє
- Валері Лагранж — Валері Дюрок

## Нагороди
- 1967 — Премія «Оскар»: Найкращий іноземний фільм, Найкращий сценарій — Клод Лелуш, П'єр Вітерговен
- 1968 — Премія BAFTA: Найкраща іноземна акторка — Анук Еме
- 1966 — Каннський кінофестиваль: Золота пальмова гілка — Клод Лелуш
- Приз Міжнародної кінематографічної католицької організації (OCIC) — Клод Лелуш
- 1967 — Премія «Золотий глобус»: Найкращий іноземний фільм, Найкраща драматична акторка — Анук Еме

### Номінації
- 1967 — Премія «Оскар»: Найкраща акторка — Анук Еме, Найкращий режисер — Клод Лелуш
- 1968 — Премія BAFTA: Найкращий фільм
- 1967 — Премія «Золотий глобус»: Найкращий режисер — Клод Лелуш, Найкраща музика — Френсіс Лей, Найкраща пісня — «Чоловік та жінка» (музика — Френсіс Лей, слова — П'єр Бару).